# Psiloderces howarthi
Psiloderces howarthi is een spinnensoort uit de familie Psilodercidae. De soort komt voor in Thailand.